# Regions geogràfiques de Sèrbia
Les regions geogràfiques de Sèrbia (en serbi: Региони Србије, Regioni Srbije) són les principals àrees geogràfiques, i en menor mesura històriques i tradicionals, de Sèrbia. Les regions geogràfiques no gaudeixen de cap estatus legal, encara que algunes s'han agafat com a base per a la definició dels districtes o okrugs.
Com que aquestes regions no estan definides administrativament, les seves fronteres solen ser vagues i superposades, i definides de diferents maneres segons diferents geògrafs i publicacions. Tampoc està clarament definit quines regions són entitats geogràficament separades, quines són part d'altres super-regions, etc.
La majoria de regions corresponen a valls o conques de rius, i van ser anomenades amb el mateix nom que les valls o rius. Les fronteres entre regions solen ser serralades o cims de muntanyes.
Les valls i planes que es troben al llarg dels rius principals són casos particulars. En serbi els noms d'aquestes regions es solen formar amb el prefix po- (Sava; Posavina, Danubi (Dunav); Podunavlje, Tisa; Potisje, Drina; Podrinje, etc.). Encara que aquest tipus de regions són considerats regions geogràfiques per se, sovint s'estenen cobrint grans àrees (Pomoravlje), de vegades ocupant territoris de diferents països (Posavina, Potisje, Podrinje, etc.). La majoria, a més, se superposen amb altres regions més petites, en molts casos anomenades segons els afluents del riu principal (com en el cas de les tres seccions de Pomoravlje).

## Regions de laVoivodina

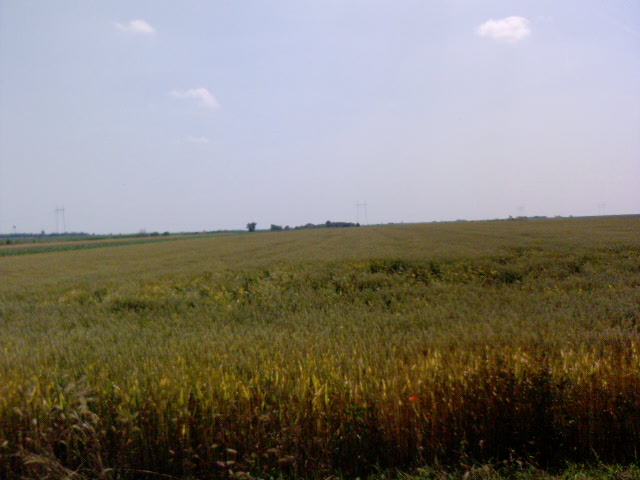
Camp de blat a prop de Temerin, a la regió de Bačka

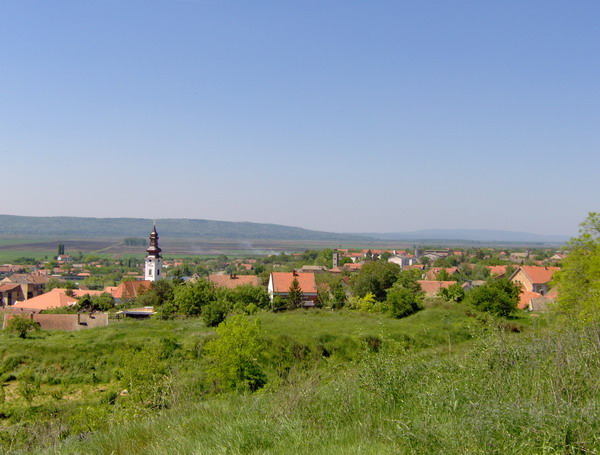
Vista general de Titel, capital històrica de Šajkaška

| Regió           | Poblacions                 | Notes                                                                           |
| --------------- | -------------------------- | ------------------------------------------------------------------------------- |
| Bačka           | Novi Sad, Subotica         | parcialment a Hongria (Bácska)                                                  |
| Gornji Breg     | Gornji Breg                | subregió de Bačka                                                               |
| Potisje         | Bečej, Senta               | subregió de Bačka i de Banat                                                    |
| Šajkaška        | Temerin, Žabalj            | subregió de Bačka                                                               |
| Telečka         | Vrbas, Kula                | subregió de Bačka                                                               |
| Banat           | Zrenjanin, Pančevo         | parcialment a Romania, a Hongria (Bánság) i a Sèrbia central                    |
| Gornje Livade   |                            | subregió de Banat                                                               |
| Ilandžanski Rit | Ilandža, Lokve             | subregió de Banat                                                               |
| Pančevački rit  | Borča, Krnjača             | subregió de Banat; situat a la Sèrbia central                                   |
| Pomorišje       | Novi Kneževac, Krstur      | avui en dia considerat una subregió de Banat; parcialment a Hongria i a Romania |
| Repište         | Knićanin                   | subregió de Banat                                                               |
| Veliki rit      | nord-oest de Vršac         | subregió de Banat                                                               |
| Sirmia          | Belgrad, Sremska Mitrovica | parcialment a Sèrbia central i parcialment a Croàcia (Srijem)                   |
| Crni Lug        | Progar, Boljevci           | subregió de Podlužje                                                            |
| Kupinovski Kut  | Kupinovo                   | subregió de Podlužje                                                            |
| Podlužje        | Jakovo, Hrtkovci           | subregió de Sirmia; parcialment a Sèrbia central                                |

## Regions deSèrbia central

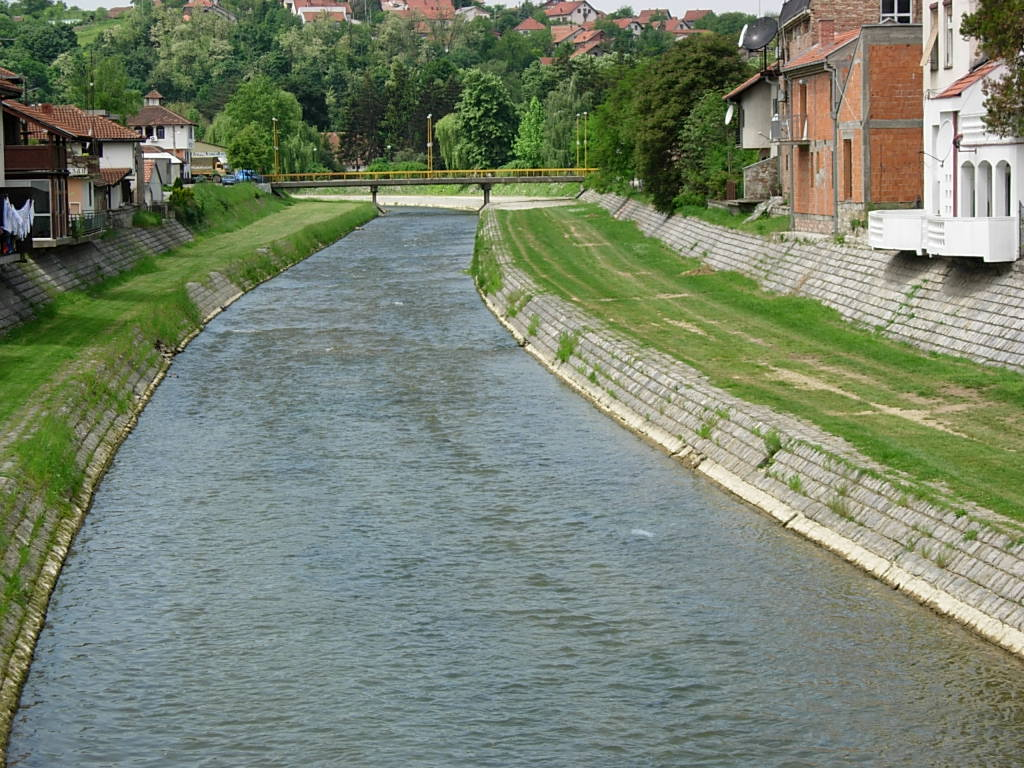
El Kolubara a Valjevo

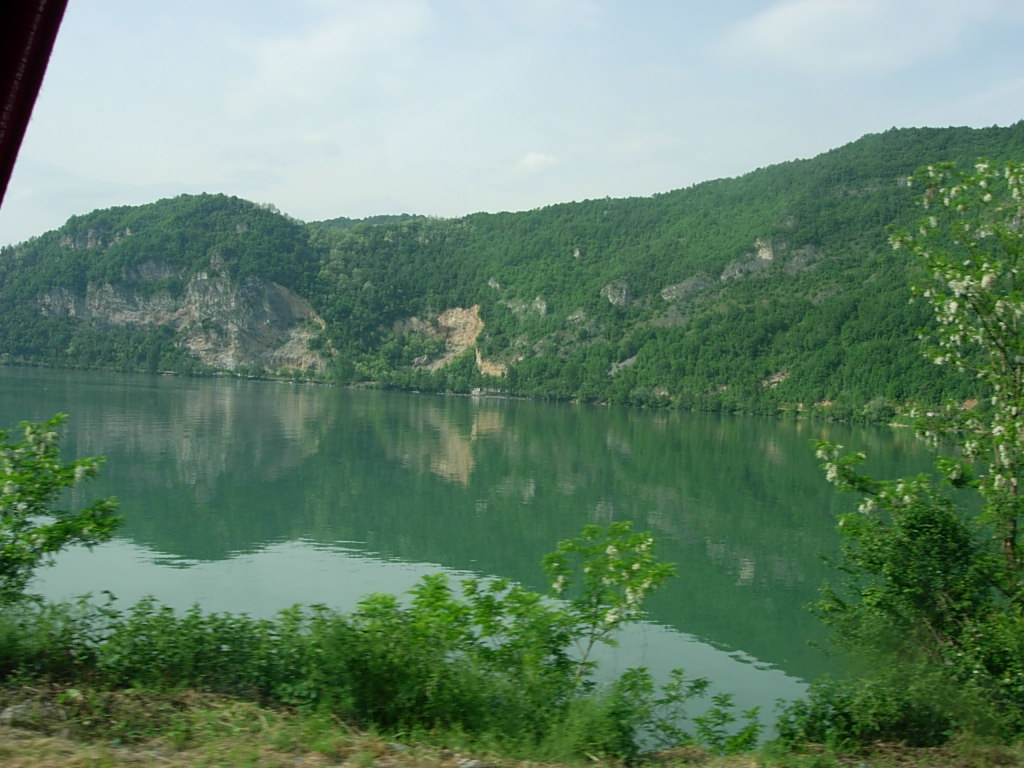
El Drina a prop de Bajina Bašta, a la regió de Podrinje

### Oest
| Regió      | Poblacions            | Notes |
| ---------- | --------------------- | --- |
| Kolubara   | Valjevo, Lazarevac    | parcialment a la Voivodina                                                                                        |
| Podgorina  | Valjevo, Mionica      | subregió de Kolubara                                                                                              |
| Mačva      | Šabac, Bogatić        | parcialment a la Voivodina                                                                                        |
| Pocerina   | Petkovica, Tekeriš    | |
| Podrinje   | Loznica, Bajina Bašta | parcialment a Bòsnia i Hercegovina                                                                                |
| Azbukovica | Ljubovija, Ljuboviđa  | subregió de Podrinje                                                                                              |
| Jadar      | Loznica, Osečina      | subregió de Podrinje                                                                                              |
| Lešnica    | Lešnica, Lipnički Šor | subregió de Podrinje                                                                                              |
| Posavina   | Obrenovac, Zvečka     | geogràficament forma part d'una regió més important que s'estén per Eslovènia, a Croàcia i a Bòsnia i Hercegovina |
| Rađevina   | Krupanj, Pecka        | |
| Tamnava    | Ub, Koceljeva         | |

### Centre

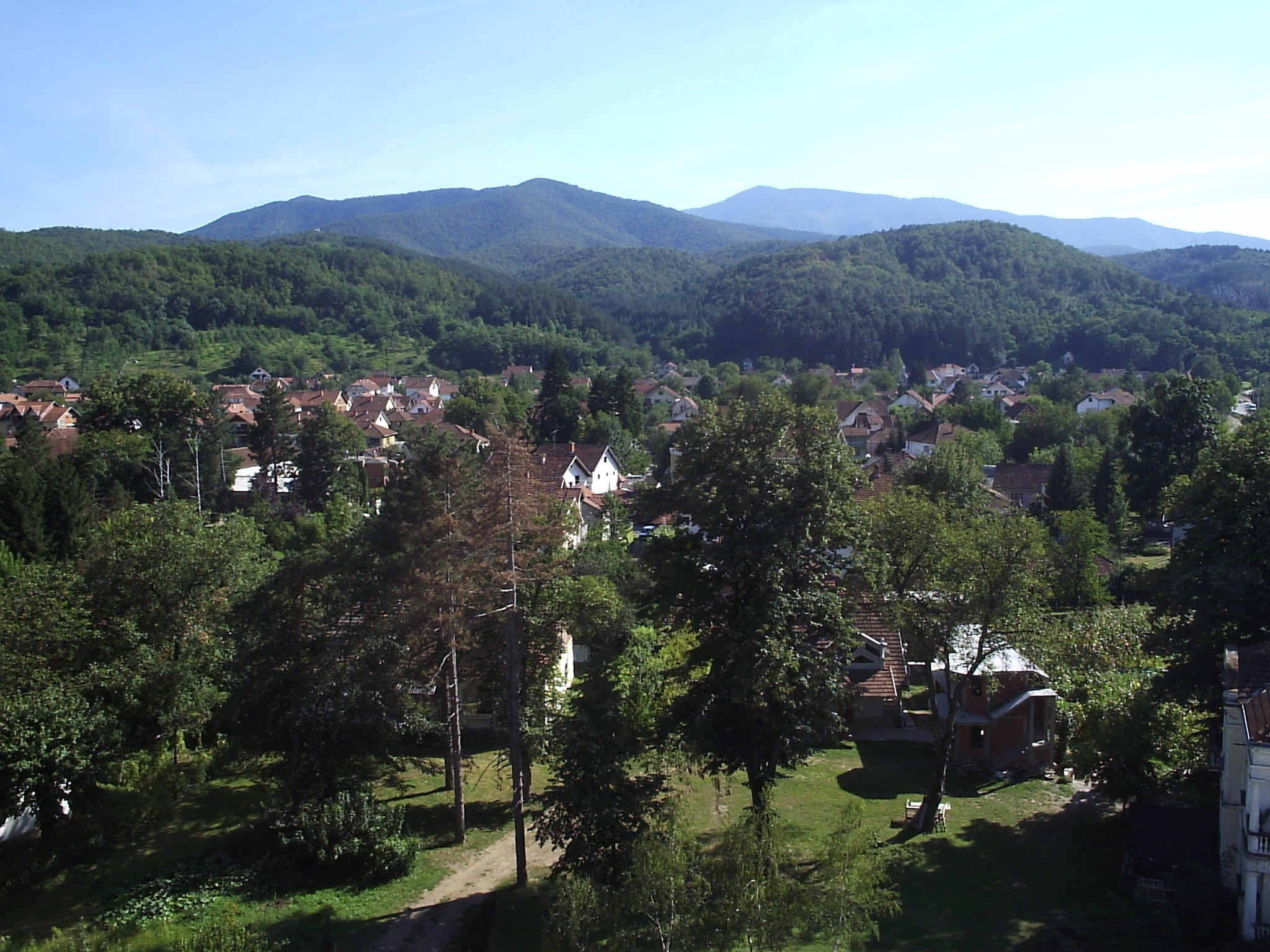
Estació termal de Mataruška Banja,a prop de Kraljevo, a la regió de Pomoravlje

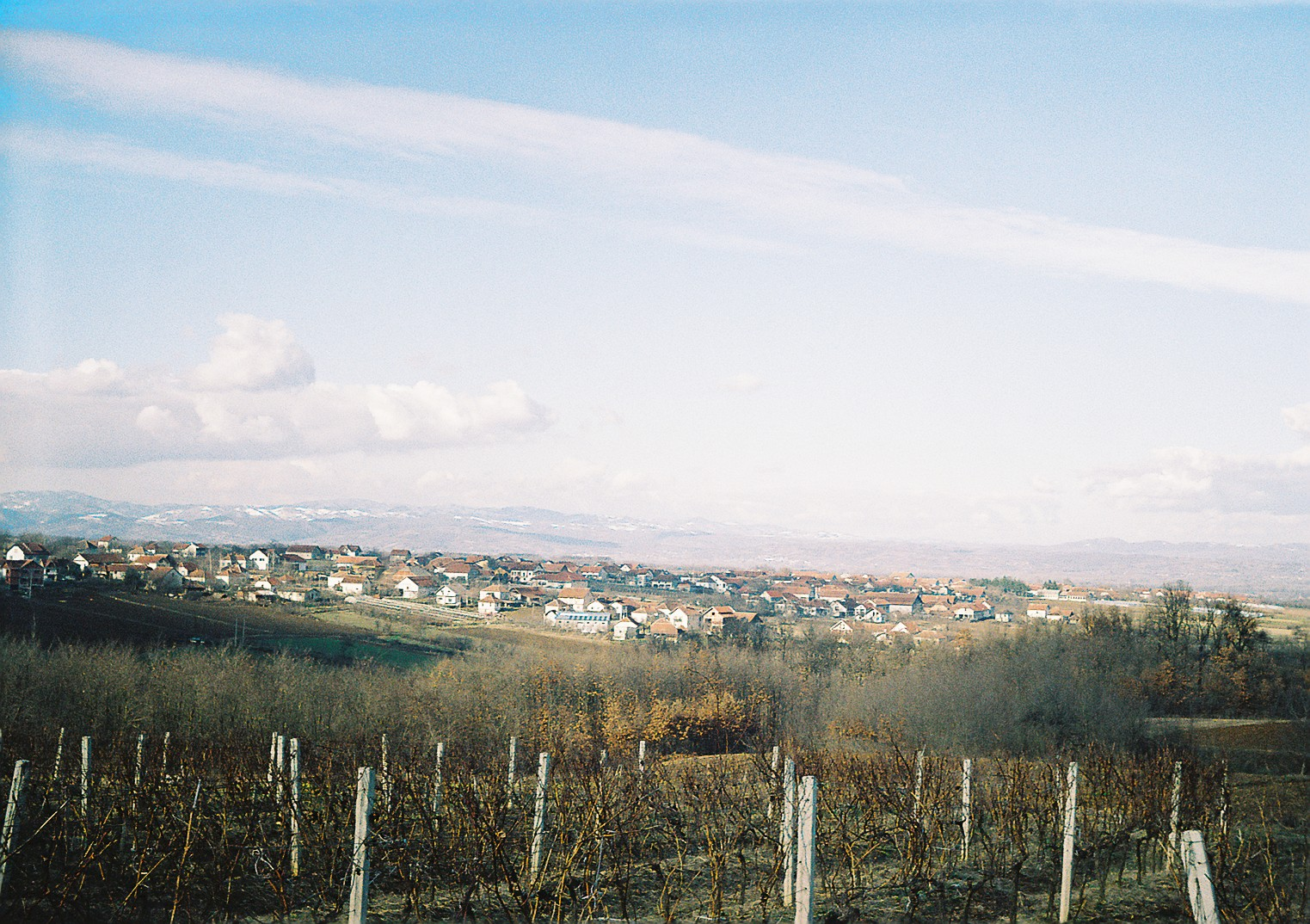
Poble de Gornja Omašnica, a prop de Trstenik, a la regió de Šumadija

| Regió              | Poblacions                       | Notes                                                       |
| ------------------ | -------------------------------- | ----------------------------------------------------------- |
| Šumadija           | Belgrad, Kragujevac              |                                                             |
| Belica             | Jagodina, Majur                  | subregió de Šumadija                                        |
| Gruža              | Knić, Gruža                      | subregió de Šumadija                                        |
| Jasenica           | Aranđelovac, Smederevska Palanka | subregió de Šumadija                                        |
| Kačer              | Ljig, Belanovica                 | subregió de Šumadija                                        |
| Kosmaj             | Mladenovac, Sopot                | subregió de Šumadija                                        |
| Lepenica           | Kragujevac, Batočina             | subregió de Šumadija                                        |
| Levač              | Rekovac, Velike Pčelice          | subregió de Šumadija                                        |
| Lugomir            |                                  | subregió de Šumadija                                        |
| Temnić             | Varvarin, Velika Drenova         | subregió de Šumadija                                        |
| Podunavlje         | Smederevo, Grocka                |                                                             |
| Veliko Pomoravlje  | Velika Plana, Ćuprija            | forma part de la regió de Pomoravlje                        |
| Zapadno Pomoravlje | Čačak, Kraljevo                  | forma part de la regió de Pomoravlje                        |
| Crna Gora          | Kosjerić, Ježevica               | subregió de Zapadno Pomoravlje; no confondre amb Monténégro |
| Rasina             | Kruševac, Parunovac              |                                                             |
| Župa               | Aleksandrovac, Gornje Rataje     |                                                             |

### Est

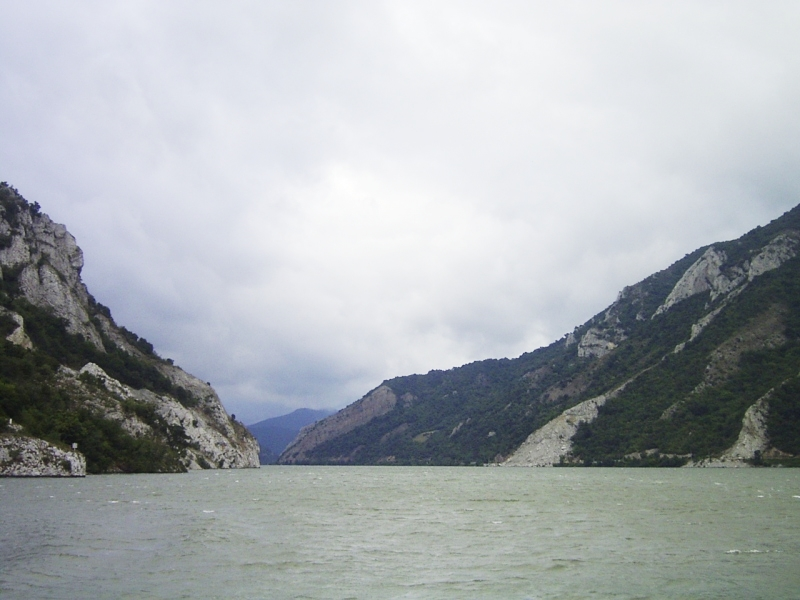
Les Portes de Ferro, a prop de Donji Milanovac, a la regió de Poreč

| Regió              | Poblacions                      | Notes                             |
| ------------------ | ------------------------------- | --------------------------------- |
| Banja              | Sokobanja, Mozgovo              |                                   |
| Braničevo          | Veliko Gradište, Carevac        |                                   |
| Crna Reka          | Podgorac, Gamzigrad             |                                   |
| Homolje            | Žagubica, Krepoljin             |                                   |
| Ključ              | Kladovo, Brza Palanka           |                                   |
| Kučaj              |                                 |                                   |
| Mlava              | Petrovac na Mlavi, Veliko Laole |                                   |
| Negotinska Krajina | Negotin, Jabukovac              |                                   |
| Poreč              | Donji Milanovac, Rudna Glava    | no confondre amb Poreč, a Croàcia |
| Stig               | Kostolac, Malo Crniće           |                                   |
| Svrlig             | Svrljig                         |                                   |
| Resava             | Svilajnac, Despotovac           |                                   |
| Timočka Krajina    | Zaječar, Knjaževac              |                                   |
| Visok              | al nord de Dimitrovgrad         |                                   |
| Zaglavak           | a l'est de Knjaževac            |                                   |
| Zvižd              | Kučevo, Neresnica               |                                   |

### Sud-oest

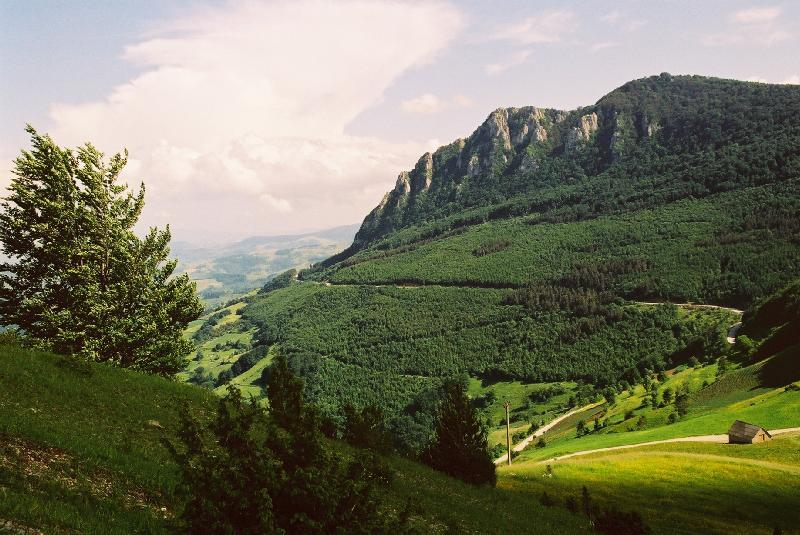
Paisatge a prop d'Ivanjica, a la regió de Moravica

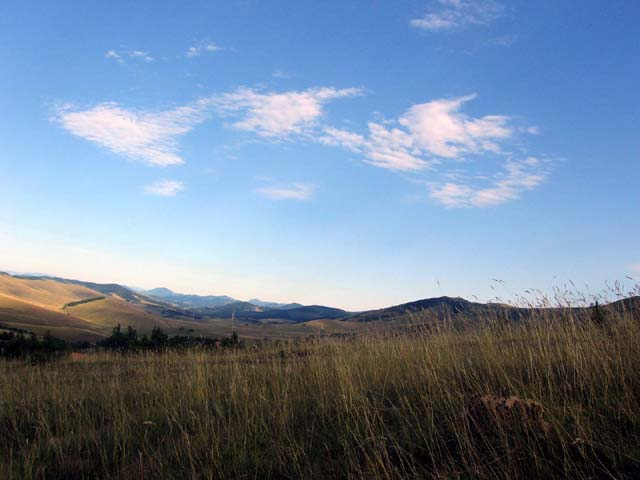
Paisatge de les muntanyes de Zlatibor

| Regió           | Poblacions         | Notes                                                                                                  |
| --------------- | ------------------ | --- |
| Stari Vlah      | Priboj, Prijepolje | parcialment a Bòsnia i Hercegovina i a Montenegro, també anomenat Dabar (part oest) i Jelci (part est) |
| Dragačevo       | Lučani, Guča       | subregió de Stari Vlah                                                                                 |
| Ibarski Kolašin | Tutin, Zubin Potok | subregió de Stari Vlah; també anomenat Stari Kolašin; parcialment a Kosovo                             |
| Komarani        | Brodarevo, Gostun  | subregió de Polimlje; parcialment a Montenegro                                                         |
| Moravac         | Suvi Do, Đerekare  | subregió de Pešter; parcialment a Montenegro                                                           |
| Moravica        | Ivanjica, Arilje   | subregió de Stari Vlah; parcialment a Montenegro                                                       |
| Pešter          | Sjenica, Štavalj   | subregió de Stari Vlah; parcialment a Montenegro                                                       |
| Polimlje        | Priboj, Prijepolje | subregió de Stari Vlah; parcialment a Montenegro                                                       |
| Raška (Rascie)  | Novi Pazar, Raška  | subregió de Stari Vlah                                                                                 |
| Tara            | Zaovine, Perućac   | subregió de Stari Vlah                                                                                 |
| Zlatibor        | Zlatibor, Čajetina | subregió de Stari Vlah;                                                                                |

### Sud

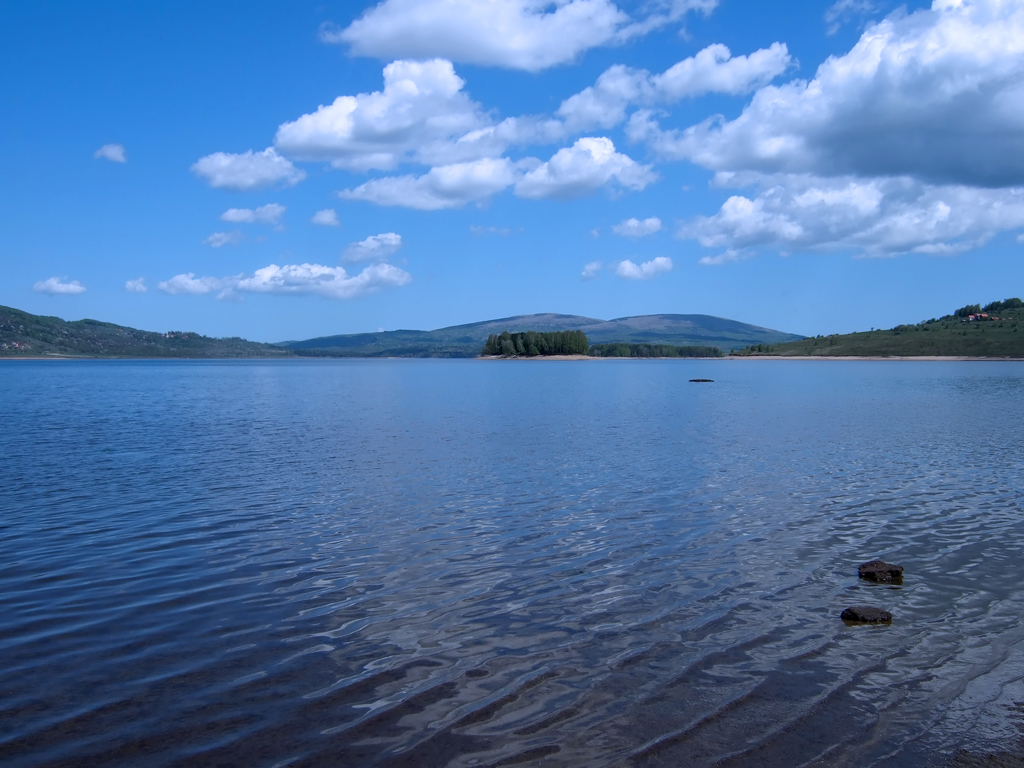
El llac Vlasina, a prop de Surdulica, a la regió de Vlasina

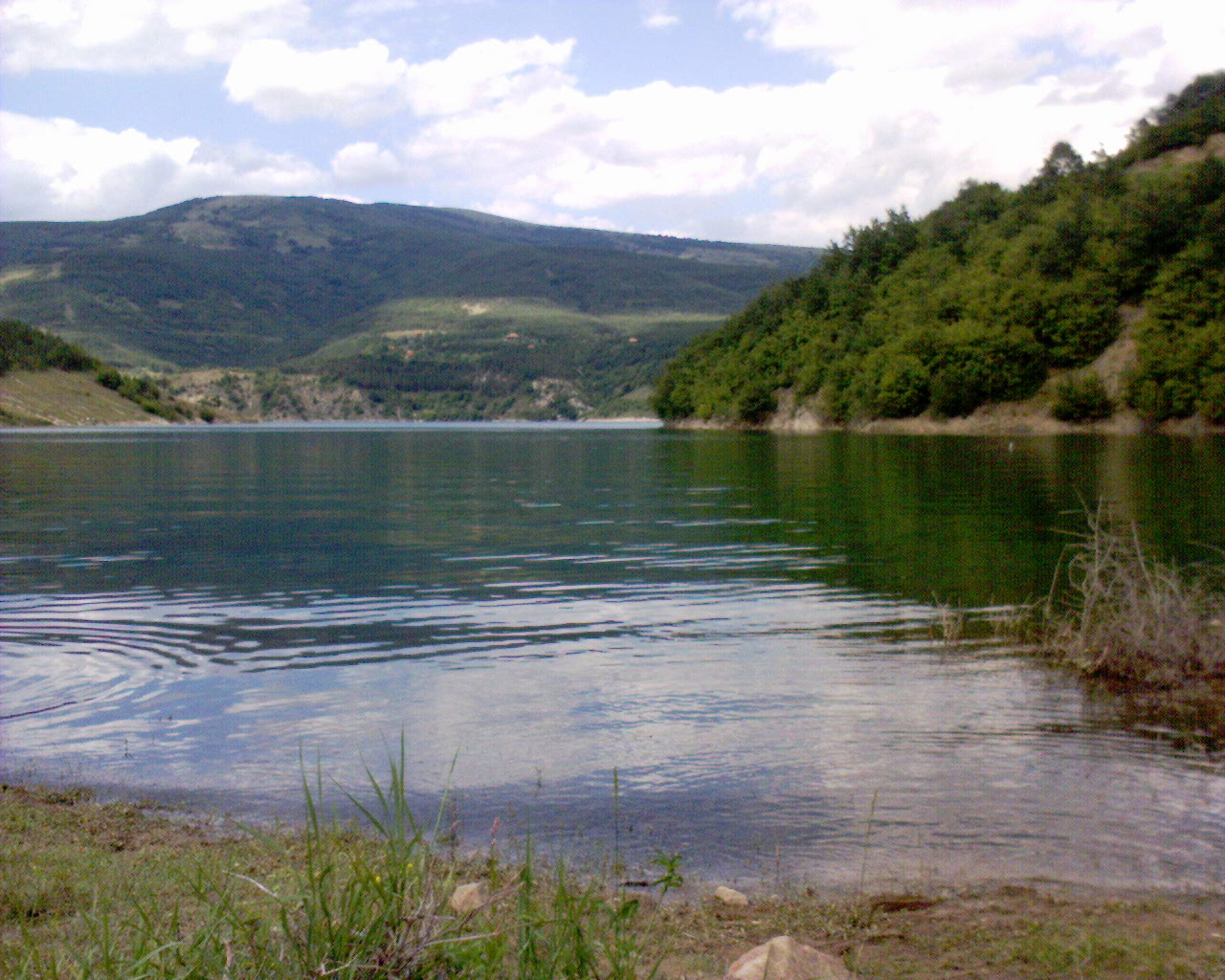
El llac Zavoj, a prop de Pirot, a la regió de Ponišavlje

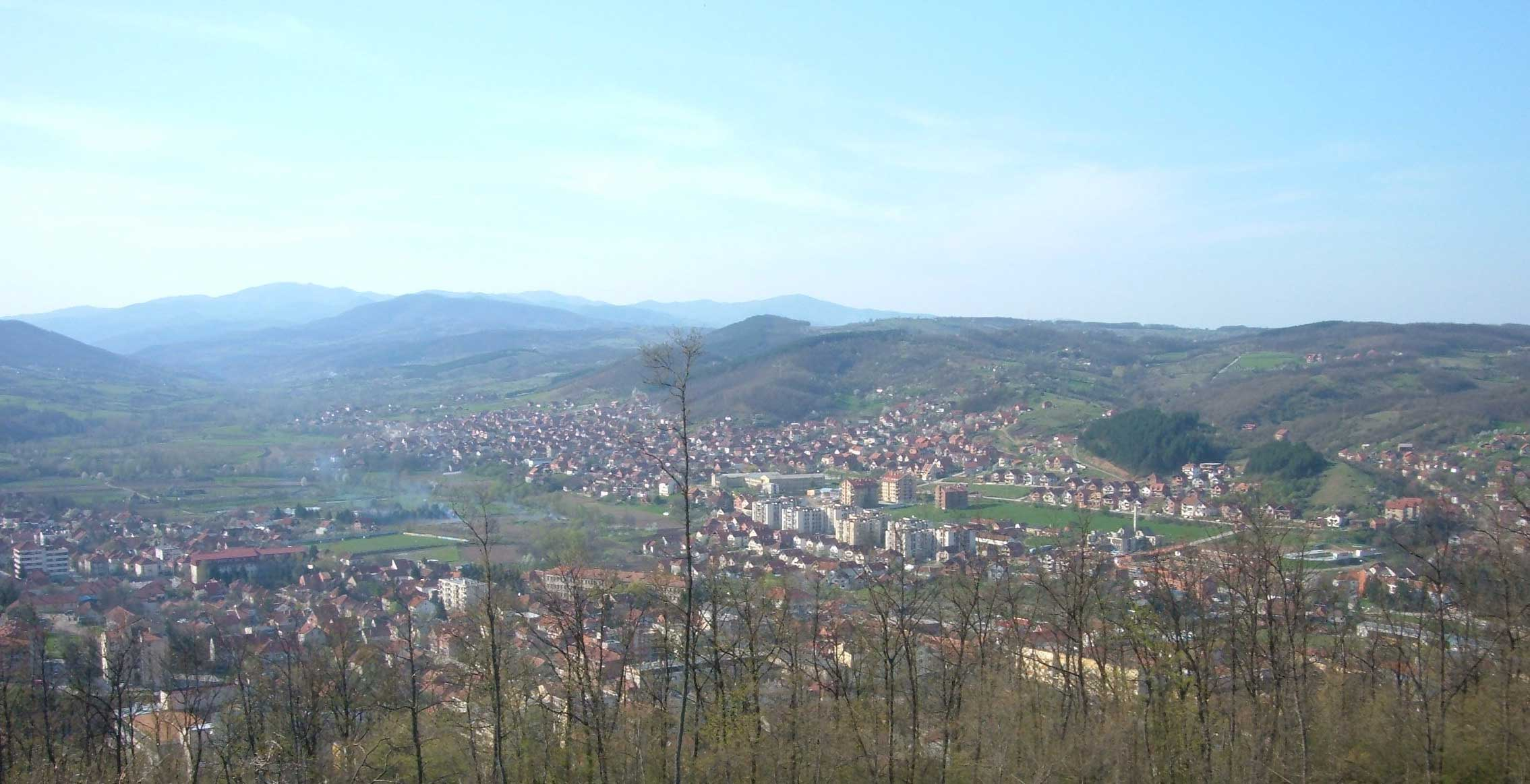
La ciutat de Kuršumlija, a la regió de Toplica

| Regió              | Poblacions                   | Notes |
| ------------------ | ---------------------------- | --- |
| Dobrič             | sud-est de Prokuplje         | |
| Golak              | nord-est de Svrljig          | |
| Goljak             | Tulare, Medveđa              | parcialment a Kosovo                                                                                               |
| Jablanica          | Leskovac, Lebane             | també anomenat Glbočica                                                                                            |
| Južno Pomoravlje   | Vranje, Vladičin Han         | |
| Binačko Pomoravlje | Gnjilane, Bujanovac          | subregió de Južno Pomoravlje; també anomenat Gornja Morava; parcialment a Kosovo                                   |
| Inogošte           | oest de Vranje               | subregió de Južno Pomoravlje                                                                                       |
| Krajište           | Bosilegrad                   | |
| Lužnica            | Babušnica                    | |
| Pčinja             | Trgovište                    | |
| Poljanica          | sud de Lebane                | |
| Ponišavlje         | Niš, Pirot                   | parcialment a Bulgària                                                                                             |
| Pusta Reka         | Bojnik, Pukovac              | |
| Sirinić            | Štimlje, Brezovica           | |
| Toplica            | Prokuplje, Kuršumlija        | |
| Vlasina            | Crna Trava                   | |
| Zaplanje           | Gadžin Han                   | |
| Znepolje           | Strezimirovci                | parcialment a Bulgària                                                                                             |
| Žegligovo          | Gadžin Han                   | parcialment a Macedònia                                                                                            |
| Vall de Preševo    | Preševo, Miratovac, Oraovica | subregió de Žegligovo; creat políticament als inicis del 2000, el seu nom geogràfic és depressió de Vranje-Preševo |

## Regions de Kosovo
Kosovo és subjecte d'una disputa territorial entre la República de Sèrbia i l'autoproclamada República de Kosovo. Kosovo va declarar la seva independència el 17 de febrer de 2008, però Sèrbia el continua considerant part del seu territori. La independència de Kosovo ha estat reconeguda per 102 dels 193 estats membres de les Nacions Unides.
| Regió                | Poblacions                 | Notes                                                                                     |
| -------------------- | -------------------------- | ----------------------------------------------------------------------------------------- |
| Gollak               | Tulare, Medveđa            | parcialment a Sèrbia central                                                              |
| Gora                 | Dragash, Restelicë         | parcialment a Sèrbia                                                                      |
| Južno Pomoravlje     | Vranje, Vladičin Han       | parcialment a Sèrbia central                                                              |
| Binačko Pomoravlje   | Gjilan, Bujanovac          | subregió de Južno Pomoravlje; també anomenada Gornja Morava; parcialment a Sèrbia central |
| Izmornik             | Kamenica, Koretin          | subregió de Južno Pomoravlje                                                              |
| Rrafshi i Llapit     | Podujeva, Gllamnik         |                                                                                           |
| Llapi i Epërme       | nord de Podujeva           |                                                                                           |
| Dukagjin             | Prizren, Pejë              | també anomenat Hvosno (part nord) i Shulla (part sud)                                     |
| Has                  | Gjakovë, Krusha e Madhe    | subregió de Dukagjin; parcialment a Albània                                               |
| Dragash              | Zhur                       | subregió de Dukagjin                                                                      |
| Podgori i Prizrenit  | Burim                      | subregió de Dukagjin                                                                      |
| Lugu i Drinit        | Rahovec, Klinë             | subregió de Dukagjin                                                                      |
| Rrafshi i Dukagjinit | nord-est d'Rahovec         | subregió de Dukagjin                                                                      |
| Rugovë               | oest de Pejë               | subregió de Dukagjin                                                                      |
| Kosova e Madhe       | Pristina, Ferizaj          | també anomenat Fushë Kosova                                                               |
| Drenicë              | Drenas, Skënderaj          | subregió de Kosova e Madhe                                                                |
| Nerodima             | Ferizaj, Nerodima e Epërme | subregió de Kosova e Madhe                                                                |